# 7115 Franciscuszeno
A 7115 Franciscuszeno (ideiglenes jelöléssel 1986 WO7) a Naprendszer kisbolygóövében található aszteroida. Antonín Mrkos fedezte fel 1986. november 29-én.